# سد هاله
سد هاله در ۱۲ کیلومتری جنوب کوهدشت در روستای هزار منی در استان لرستان قرار دارد.
محل دقیق این سد تنگه ای به همین نام(هاله)است که دریاچه سد در آن به وجود آمده است. این تنگه در منطقه عبدولی قرار دارد.

## هدف های سد
هدف از ایجاد این سد ذخیره‌سازی روان آب‌های تنگ هاله و مدیریت صحیح آن برای زمین‌های واقع در منطفه عبدولی بوده که با احداث آن بخش زیادی از این زمین‌ها تبدیل یه باغ شده‌است.
بزرگترین مشکل این سد نداشتن رودهای درون ریز در طول فصول سال است و تنها منبع آب آن نزولات جوی است .